# Alejo Isakk
Alejo Nahuel González nació el 27 de diciembre de 2005 en Argentina. Vivió su infancia en Buenos Aires, y empezó a interesarse por la música urbana a una temprana edad.

## Carrera

### Inicios
A mediados de la década de 2010, su hermano mayor, Elian, lo llevó a presenciar una batalla de freestyle en la que participaron los raperos Arcano y Dtoke; desde entonces empezó a componer sus propias rimas y a practicar improvisación. Con la ayuda de su hermano, empezó a publicar videos en las redes sociales, que con el paso del tiempo empezaron a cosechar reproducciones y seguidores.

### Reconocimiento y colaboraciones
A los trece años grabó su primera canción con una base de trap, titulada «Me voy a pegar». Su popularidad en las redes sociales llegó tres años después con la canción «Bellakeo», la cual tuvo repercusión especialmente en TikTok y en YouTube, donde lleva superadas las treinta millones de visualizaciones. Aprovechando el auge obtenido a través de este medio de difusión, publicó nuevas composiciones en estilo RKT y registró colaboraciones con artistas del género como Kaleb Di Masi, Callejero Fino, Salastkbron y Gusty DJ. Empezó a ser conocido como «el menor del movimiento», debido a su corta edad.
En 2022 inició su colaboración con Kaleb Di Masi en la canción «P rreo», en la que también participaron Omar Varela y Salastkabron, y en junio del mismo año presentó el sencillo «Panti» en colaboración con el artista chileno Marcianeke. El mismo mes estrenó el tema «Red Bull, Red Label», nuevamente con Di Masi, y en julio unió fuerzas con Roldan Emi, Callejero Fino y Di Masi en el remix de su popular canción «Bellakeo», bajo la producción de Omar Varela. Otras colaboraciones destacadas de 2022 incluyen «Turreo Sessions # 14» con DJ Tao, y «3 en 1» (que ingresó en el Top 10 de tendencias musicales en YouTube Argentina) y «Session en el barrio #5», ambas con Gusty DJ.

### Actualidad
Tras colaborar con Papichamp y Ecko en el remix de la canción «Vamos a amanecer», en diciembre de 2023 lanzó "Ponte Sata" con Doble P.

## Discografía

### Sencillos
| Año  | Título                    | Colaborador(es)                                        |
| ---- | ------------------------- | ------------------------------------------------------ |
| 2021 | «Bellakeo»                | Roldan Emi                                             |
| 2021 | «Morocha»                 |                                                        |
| 2021 | «Pompi»                   |                                                        |
| 2022 | «Touch Down Session»      | Touch Down Production                                  |
| 2022 | «P rreo»                  | Kaleb Di Masi, Omar Varela, Salastkbron                |
| 2022 | «Indiquen \| E3»          | DJ Alex                                                |
| 2022 | «Chetos vs. Turros»       | Callejero Fino, Locura Mix                             |
| 2022 | «Diablona»                | Omar Varela                                            |
| 2022 | «Panti»                   | Marcianeke, Preciau, Omar Varela                       |
| 2022 | «Red Bull, Red Label»     | Kaleb Di Masi, Omar Varela                             |
| 2022 | «Bellakeo Remix»          | Kaleb Di Masi, Callejero Fino, Roldan Emi, Omar Varela |
| 2022 | «Turreo Sessions # 14»    | DJ Tao                                                 |
| 2022 | «Session en el barrio #5» | Gusty DJ                                               |
| 2022 | «Pa'bajo»                 | Nahuel The Coach                                       |
| 2022 | «Drill argentino»         | Vernaz                                                 |
| 2022 | «3 en 1»                  | Gusty DJ                                               |
| 2023 | «Vamos a amanecer Remix»  | Papichamp, Ecko                                        |
| 2023 | «Volando»                 | DJ Rocka, Santiago Berrío                              |
| 2023 | «La chispa es una»        | Gusty DJ, Salastkbron                                  |
| 2023 | «Tiemble»                 | Lauty Gram, Omar Varela                                |